# МузЭко-90

Плакат-календар, випущений оргкомітетом фестивалю Автор: Андрій Павловський

МузЭко-90 — міжнародний музичний фестиваль присвячений 50-річчю з дня народження Джона Леннона та 10-річчю його загибелі. Проводився в Донецьку на стадіоні Локомотив з 1 по 3 червня 1990.
Фестиваль організований Донецькою державною філармонією, компанією Gold Music та Державним Центральним концертним залом «Росія». У ньому взяли участь: групи «Сталкер», Пісняри, Браво, Кино, На-На, Поліція моралі, Міраж, тріо «Меридіан», Ігор Тальков, Тетяна Овсієнко, Ігор Ніколаєв, В'ячеслав Малежик, Ірина Отиєва, Лариса Долина, Сергій Крилов та інші.
Ведучі фестивалю — Сергій Шустицький, Ігор Селіверстов, Володимир Вахрамов. Режисер-постановник фестивальної програми — Сергій Вінніков. Фестиваль транслювався в прямому ефірі по телебаченню.